# Felix Nartey
Felix Nartey, född i Tema, Ghana, är en ghanansk social entreprenör och wikipedian. Han blev utsedd till Årets Wikimedian 2017 och fick motta sitt pris av Jimmy Wales på Wikimania i augusti 2017. Nartey fick utmärkelsen för sitt engagemang med att bygga upp samarbetsprojekt inom Wikimedia i Afrika.
Nartey är ordförande för och har varit med om att grunda Creative Commons i Ghana och har också varit med om att grunda Open Foundation West Africa.